# 2000 في منغوليا
فيما يلي قوائم الأحداث التي وقعت خلال عام 2000 في منغوليا.

## سياسة

### تعيين في المنصب
- 26 يوليو – نامبارين انخبايار رئيس وزراء منغوليا.

## رياضة
- 1 يناير – الدوري المنغولي لكرة القدم 2000 الفائز نادي إركيم.

## مواليد

### فبراير
- 15 فبراير – نومين إيردين ديفاديمبيرل لاعبة شطرنج منغولية.